# Andrzej Wilczyński
Andrzej Wilczyński (falecido em Julho de 1627) foi um prelado católico romano que serviu como bispo auxiliar de Gniezno de 1608 a 1627.

## Biografia
No dia 13 de Outubro de 1608, Andrzej Wilczyński foi nomeado durante o papado de Paulo V como Bispo Auxiliar de Gniezno e Bispo Titular de Teodosia.  Em 1608, foi consagrado bispo por Wojciech Baranowski, Arcebispo de Gniezno. Enquanto bispo, foi o co-consagrador principal de Jan Kuczborski, Bispo de Chelmno (1614).